# Dicranoptycha
Dicranoptycha är ett släkte av tvåvingar som beskrevs av Osten Sacken 1860. Dicranoptycha ingår i familjen småharkrankar.

## Dottertaxa tillDicranoptycha, i alfabetisk ordning[1][2]
- Dicranoptycha acanthophallus
- Dicranoptycha acuterebra
- Dicranoptycha atricolor
- Dicranoptycha atripes
- Dicranoptycha aurogeniculata
- Dicranoptycha australis
- Dicranoptycha azrael
- Dicranoptycha basitarsata
- Dicranoptycha breviterebra
- Dicranoptycha byersi
- Dicranoptycha caesia
- Dicranoptycha cinerascens
- Dicranoptycha confluens
- Dicranoptycha costaricensis
- Dicranoptycha diacaena
- Dicranoptycha diacantha
- Dicranoptycha edashigeana
- Dicranoptycha elsa
- Dicranoptycha formosensis
- Dicranoptycha freidbergi
- Dicranoptycha fuscescens
- Dicranoptycha geniculata
- Dicranoptycha germana
- Dicranoptycha griveaudi
- Dicranoptycha harpyia
- Dicranoptycha hasegawai
- Dicranoptycha ibo
- Dicranoptycha issikina
- Dicranoptycha keiserae
- Dicranoptycha kenyana
- Dicranoptycha kwangtungensis
- Dicranoptycha laevis
- Dicranoptycha lataurata
- Dicranoptycha leucopoda
- Dicranoptycha linsdalei
- Dicranoptycha livescens
- Dicranoptycha longipennis
- Dicranoptycha luteipes
- Dicranoptycha machidana
- Dicranoptycha malabarica
- Dicranoptycha matengoensis
- Dicranoptycha megaphallus
- Dicranoptycha melampygia
- Dicranoptycha minima
- Dicranoptycha mirabilis
- Dicranoptycha natalia
- Dicranoptycha nigripes
- Dicranoptycha nigrogenualis
- Dicranoptycha nigrotibialis
- Dicranoptycha nox
- Dicranoptycha occidentalis
- Dicranoptycha pachystyla
- Dicranoptycha pallida
- Dicranoptycha paralivescens
- Dicranoptycha patens
- Dicranoptycha phallosomica
- Dicranoptycha pholiota
- Dicranoptycha polysticta
- Dicranoptycha prolongata
- Dicranoptycha pseudocinerea
- Dicranoptycha quadrivittata
- Dicranoptycha recurvispina
- Dicranoptycha robinsoni
- Dicranoptycha rubronigra
- Dicranoptycha savtshenkoi
- Dicranoptycha septemtrionis
- Dicranoptycha sobrina
- Dicranoptycha spinifera
- Dicranoptycha spinigera
- Dicranoptycha spinosissima
- Dicranoptycha squamigera
- Dicranoptycha stenophallus
- Dicranoptycha strictoneura
- Dicranoptycha stuckenbergi
- Dicranoptycha stygipes
- Dicranoptycha suensoniana
- Dicranoptycha tennessa
- Dicranoptycha tigrina
- Dicranoptycha trochanterata
- Dicranoptycha venosa
- Dicranoptycha verticillata
- Dicranoptycha winnemana
- Dicranoptycha vulpes
- Dicranoptycha yamata